# Омежник шафранный
Омежник шафранный (лат. Oenanthe crocata) — травянистое растение семейства зонтичных (Umbelliferae). Произрастает в умеренном климате Европы и Азии, а также в тропических регионах Африки. 
Растение малолетнее, часто живёт не более двух лет. Травянистый стебель достигает 120 см в высоту, узловатый внизу и гладкий в верхней части. Корневая система мощная и разветвлённая, приспособлена для роста на болотистых местностях.

## Токсичность
Омежник шафранный и некоторые другие виды рода содержат сильнейшие нейротоксины. Исследования показали, что гликоль энантотоксин оказывается более токсичным для мышей, чем цикутотоксин — основное отравляющее вещество, содержащееся в вёхе ядовитом. ЛД50 для мышей — менее 1 мг/кг. Также в омежнике шафранном содержатся сравнительно слабо ядовитые спирт энантетол и кетон энантетон, в то время как в вёхе кетонового яда не обнаружено.
Первый симптом отравления — рвота, затем могут последовать галлюцинации, конвульсии, учащение дыхания, тризм, мышечные спазмы, при тяжёлых отравлениях — рабдомиолиз, через несколько часов возможен летальный исход.